# Northrop F-5 Freedom Fighter
Pour les articles homonymes, voir F-5.
Le Northrop F-5 est une famille d'avions de chasse légers et maniables, conçus et fabriqués par Northrop aux États-Unis à partir de l'année 1962.
Il existe deux modèles principaux : les variantes F-5A et F-5B Freedom Fighter originales, et les variantes F-5E et F-5F Tiger II largement mises à jour. Fiables, performants et bon marché, ils ont rencontré un grand succès à l'export, puisqu'ils ont été adoptés par une trentaine de pays et construits à plus de 2 700 exemplaires (dont 1 800 par Northrop et 900 autres sous licence).

## Conception

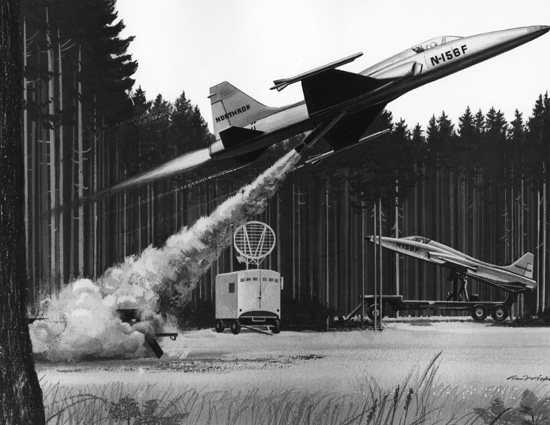
Concept d'artiste de N-156 décollant d'un "système de lancement zéro distance".

Alors que la logique entre les deux grandes puissances se mesurant pendant la guerre froide (l'URSS et les États-Unis) était de construire des avions de chasse de plus en plus imposants et coûteux, le constructeur aéronautique américain Northrop s'engagea en 1954 dans un prototype d'avion léger, le N-156, sans avoir l'appui du gouvernement. Le premier vol s'effectue le 30 juillet 1959 et le prototype dépasse le mur du son bien que ses réacteurs soient dépourvus de postcombustion. Ne correspondant à aucun besoin des armées américaines, les deux prototypes poursuivirent néanmoins leurs essais en vol, y compris les essais de tir de missiles, roquettes, etc.

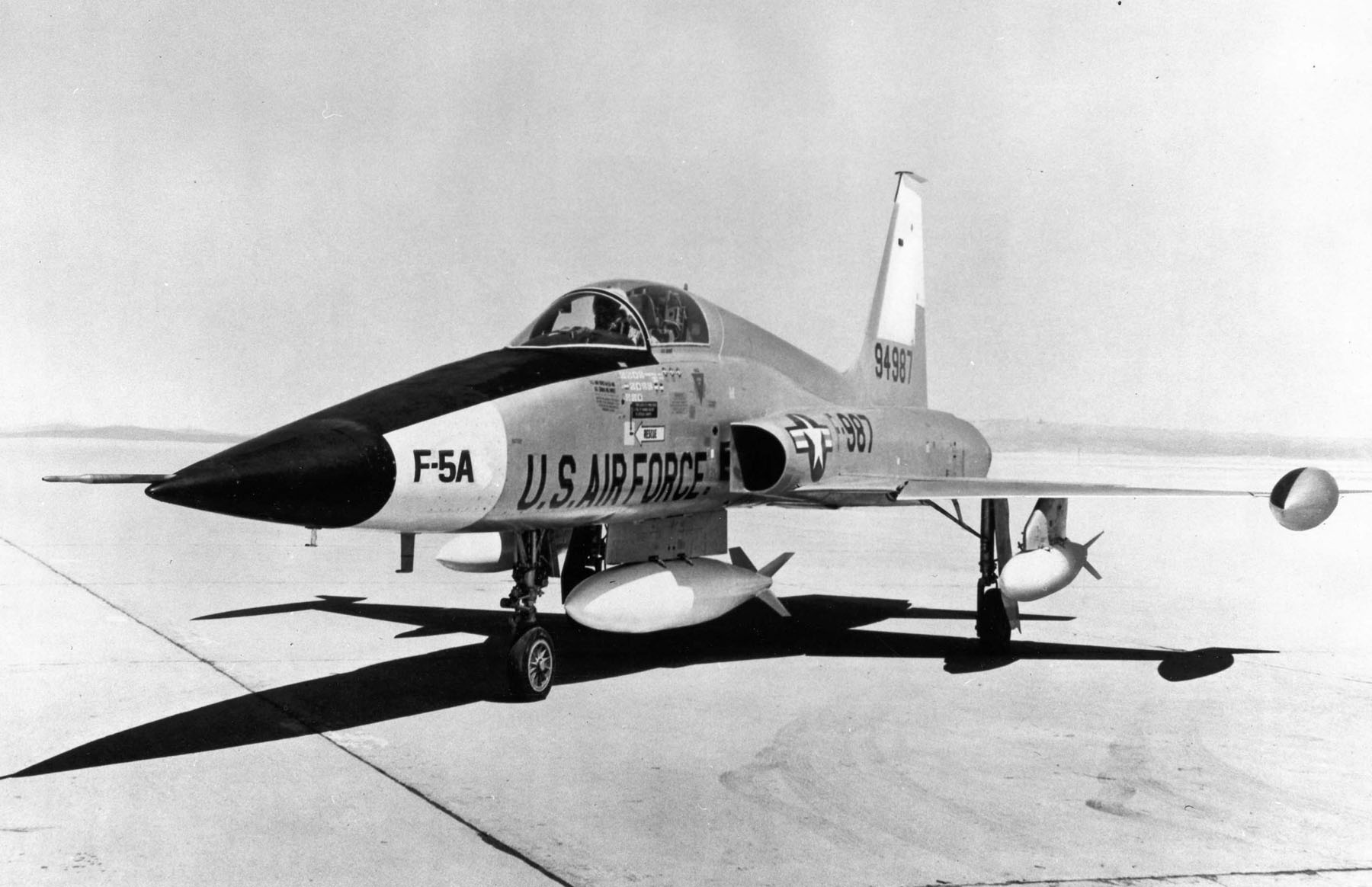
Le premier prototype YF-5A.

En 1962, l'administration de Kennedy veut équiper ses alliés d'avions de combat fiables et peu coûteux pour contrer les Soviétiques et annonçe que le N-156 avait été choisi pour cela. Un troisième et dernier prototype fut alors construit pour valider quelques modifications comme le renforcement de la structure des ailes et permettre de tester les réacteurs définitifs équipés de postcombustion. Les premiers exemplaires de série sont livrés en 1964, quelques mois avant qu'on ne décide de rajouter deux canons de calibre 20 mm pour améliorer les capacités en combat aérien, ce qui provoqua un retard de quatre mois.
Un total de 636 F-5A Freedom Fighter, d'environ 200 F-5B (version biplace sans canons, premier vol le 24 février 1964) et de 89 RF-5A (version de reconnaissance avec quatre caméras, premier vol en mai 1968) furent construits sur le site de Hawthorne (Californie) et exportés jusqu'en 1972. Parallèlement, l'Espagne produisit 70 exemplaires sous licence et le Canada 240 autres désignés comme Canadair CF-5 avec des réacteurs plus puissants, une perche de ravitaillement en vol et diverses autres modifications. Sur ces 240 exemplaires produits au Canada, 100 étaient en fait destinés aux Pays-Bas et incorporent des modifications supplémentaires.

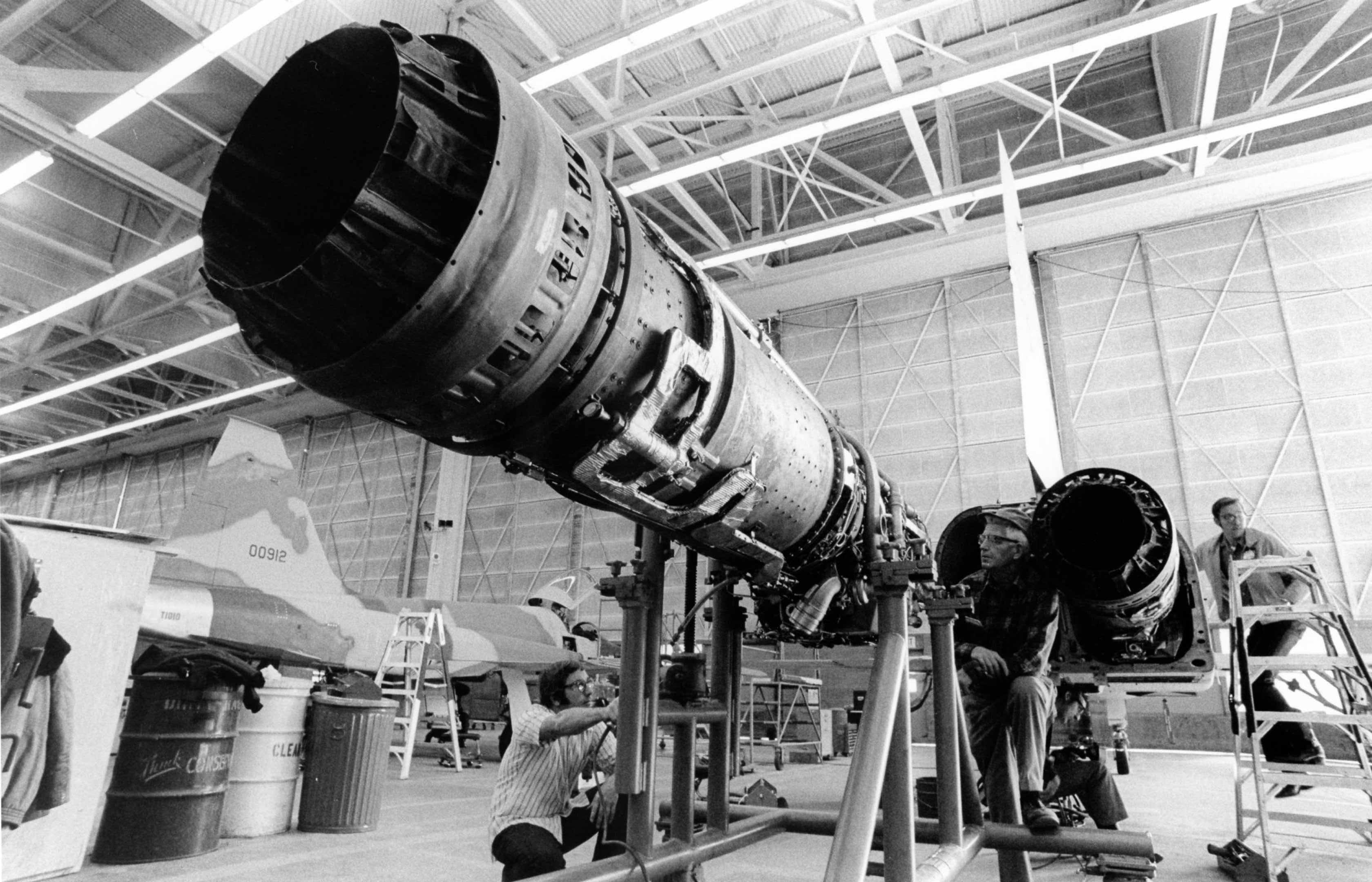
Assemblage des réacteurs General Electric J85 d'un F-5E dans l'usine de Hawthorne (Californie).

En 1970, pour améliorer son appareil, Northrop construisit la version F-5E baptisée Tiger II : l'avion était équipé de réacteurs plus puissants, d'un fuselage plus grand permettant d'augmenter la capacité en carburant, d'un radar air-air Emerson Electric AN/APQ-153, d'un nouveau collimateur et de nouveaux volets et becs de bord d'attaque pour améliorer encore la manœuvrabilité. Le premier vol eut lieu le 11 août 1972, mais quelques problèmes de fiabilité des moteurs retardèrent la certification de l'avion.
La production totale fut de 792 F-5E, 140 F-5F (version biplace, un seul canon) et 12 RF-5E (version de reconnaissance). De plus 56 F-5E/F et 5 RF-5E furent construits sous licence en Malaisie, 110 F-5E/F en Suisse, 68 en Corée du Sud et 380 à Taïwan.

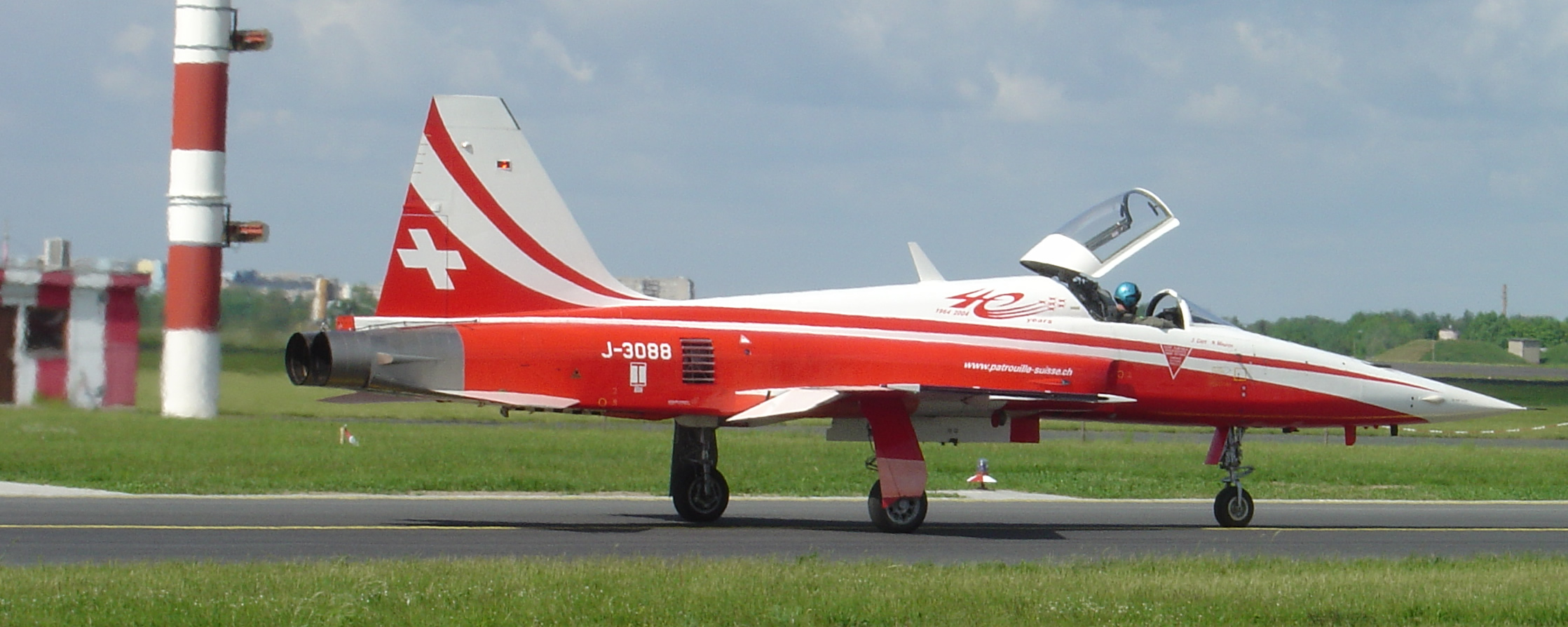
Un F-5E de la Patrouille Suisse.

Le F-5 équipe deux patrouilles acrobatiques : la Patrouille Suisse (F-5E) et les Türk Yıldızları (NF-5A et B). D'autres patrouilles ont volé sur F-5 : les Black Eagles de la Force aérienne de Corée du Sud (F-5A, entre 1966 et 1978) et les Golden Crown de la Force aérienne impériale iranienne (F-5A en 1969 et entre 1971-1975, F-5E entre 1976 et 1978]). Ses caractéristiques de vol ressemblant beaucoup au MiG-21 soviétique, le F-5E fut utilisé par les États-Unis comme « Agressor » simulant les appareils ennemis en entraînement. Entre 2003 et 2005, des F-5E suisses furent rachetés par les États-Unis pour jouer ce rôle et baptisés F-5N. En décembre 2011, 44 d'entre eux équipent 3 escadrons (2 de l'US Navy et un de l'USMC) et 40 devraient rester en ligne jusqu'en 2020. En 2019, on annonce des négociations pour le rachat de 22 F-5 suisses pour l'US Navy livrables en 2021.
Au début des années 1980, Northrop tenta une dernière fois de le moderniser en mettant au point le F-5G/F-20 Tigershark, un monoréacteur équipé du gros General Electric F404 (le réacteur monté sur le F-18) qui resta cependant à l'état de prototype et ne fut jamais construit en série.
Au début des années 2000, l'Iran a révélé l'existence d'un avion de combat construit localement sous la désignation de Saeqeh (éclair) fabriqué à partir d'une cellule de F-5, avec des doubles dérives semblables à celles du F-18 Hornet. Très peu d'informations ont été communiquées sur cet appareil, qui aurait participé pour la première fois à des exercices en août et septembre 2006.
En juillet 2001, la DARPA et la NASA ont modifié un F-5E dans le cadre du programme de développement d'un bombardier de nouvelle génération désigné QSP. Le nouvel avion devait permettre d'étudier les superstructures construites en matériaux composites. Le F-5E fut profondément modifié, et son armement interne déposé. Le premier vol de l'avion ainsi modifié eut lieu en 2003 sous la désignation de Shaped Sonic Boom Demonstration ou SSBD. Le maître d'œuvre de cette transformation était Northrop Grumman.
Le tableau de bord digital Garmin G3000 est utilisé à partir de 2019 sur les F-5 de la société Tactical Air Support, Inc. (en).

## Engagements

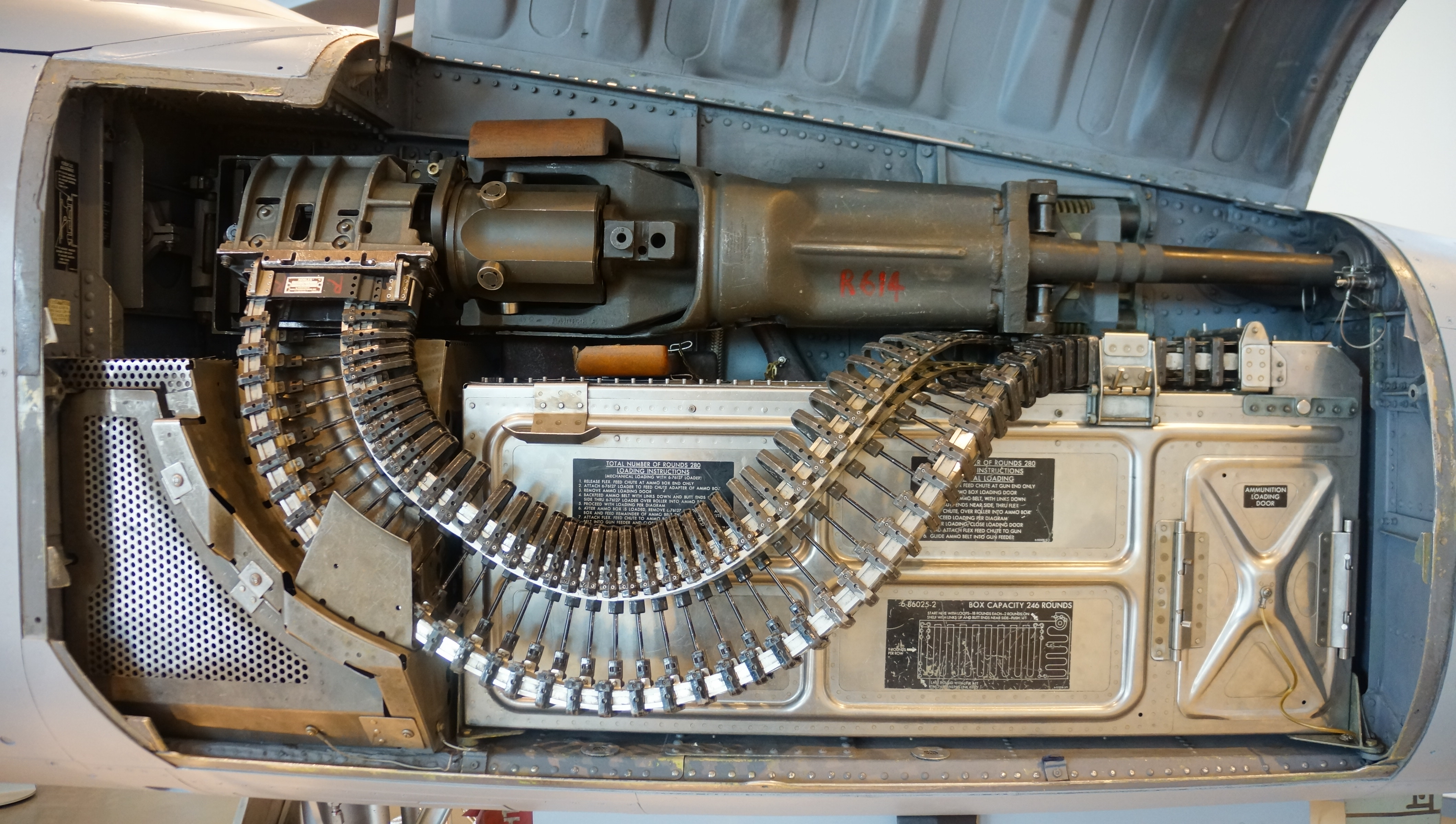
Un des canons M39A2 du F-5E sud-coréen. La fiabilité toute relative des premières générations de missiles air-air fit que le canon fut son armement principal en combat aérien.

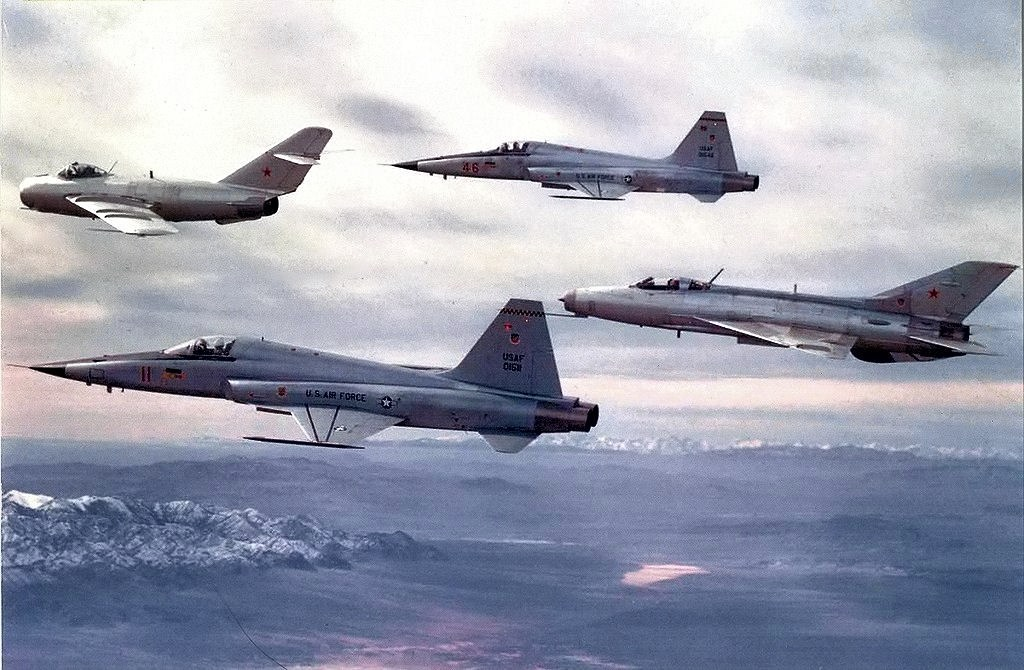
Deux F-5 avec un MiG-17 (en haut, à gauche) et un MiG-21 (en bas, à droite) du 4477th Test and Evaluation Squadron dans les années 1980.

- Durant la guerre du Viêt Nam, l'appareil fut utilisé par l'USAF ainsi que par la Force aérienne vietnamienne, où il effectua plus de 3 500 sorties d'attaque ;
- Le 16 août 1972, quatre F-5A furent utilisés contre l'avion du roi Hassan II dans la tentative de putsch connue sous le nom de Putsch des aviateurs. Ce coup d'État est le premier de son genre dans l'histoire militaire ;
- Durant la guerre du Sahara occidental (1975-1991), le Maroc engagea ses F-5 afin de lutter contre le Front Polisario. Plusieurs F-5 furent perdus par des tirs de missiles SA-6 ;
- Durant la guerre de l'Ogaden (1977-1978), qui opposa l'Éthiopie à la Somalie, les F-5E éthiopiens furent chargés des missions de supériorité aérienne, tandis que les F-5A étaient utilisés comme avions d'attaque au sol. Trois F-5 furent abattus par les forces de défense aériennes somaliennes au cours d'attaques contre des bases d'approvisionnement dans l'ouest de la Somalie ;
- Les avions donnés au Sud-Viêt Nam furent utilisés par le Vietnam, après la réunification, pendant la guerre entre le Cambodge et le Viêt Nam et la guerre sino-vietnamienne de 1979 ;
- La guerre Iran-Irak (1980-1988) vit l'utilisation de F-5 iraniens contre les aéronefs irakiens, marquant ainsi de nombreuses victoires, mais également de nombreuses pertes ;
- Le 13 février 1991, durant la guerre du Golfe, l'Arabie Saoudite perdit un F-5E à la suite de tirs au sol ;
- Durant la guerre civile de 1994 au Yémen, opposant les forces armées du Yémen du Nord aux forces armées sécessionnistes du Yémen du Sud, les Tiger II furent utilisés par les forces nord-yéménites ;
- Les F-5 yéménites sont à nouveau engagés dans des opérations de guerre au sein du Yémen depuis 2004, avec la guerre du Saada ;
- Le Kenya emploie des F-5 dans l'intervention militaire du Kenya en Somalie depuis 2011 ;
- Depuis 2013, les F-5 tunisiens sont employés dans la bataille de Chaambi, au cours de missions d'appui contre Ansar al-Charia et les militants d'Al-Qaïda qui visent à déstabiliser la transition de la Tunisie vers la démocratie.

## Variantes
Remarque : cette liste ne comprend pas les versions modernisées spécifiques à certains pays, comme les F-5S/T indonésiens.
- YF-5A : prototypes ;

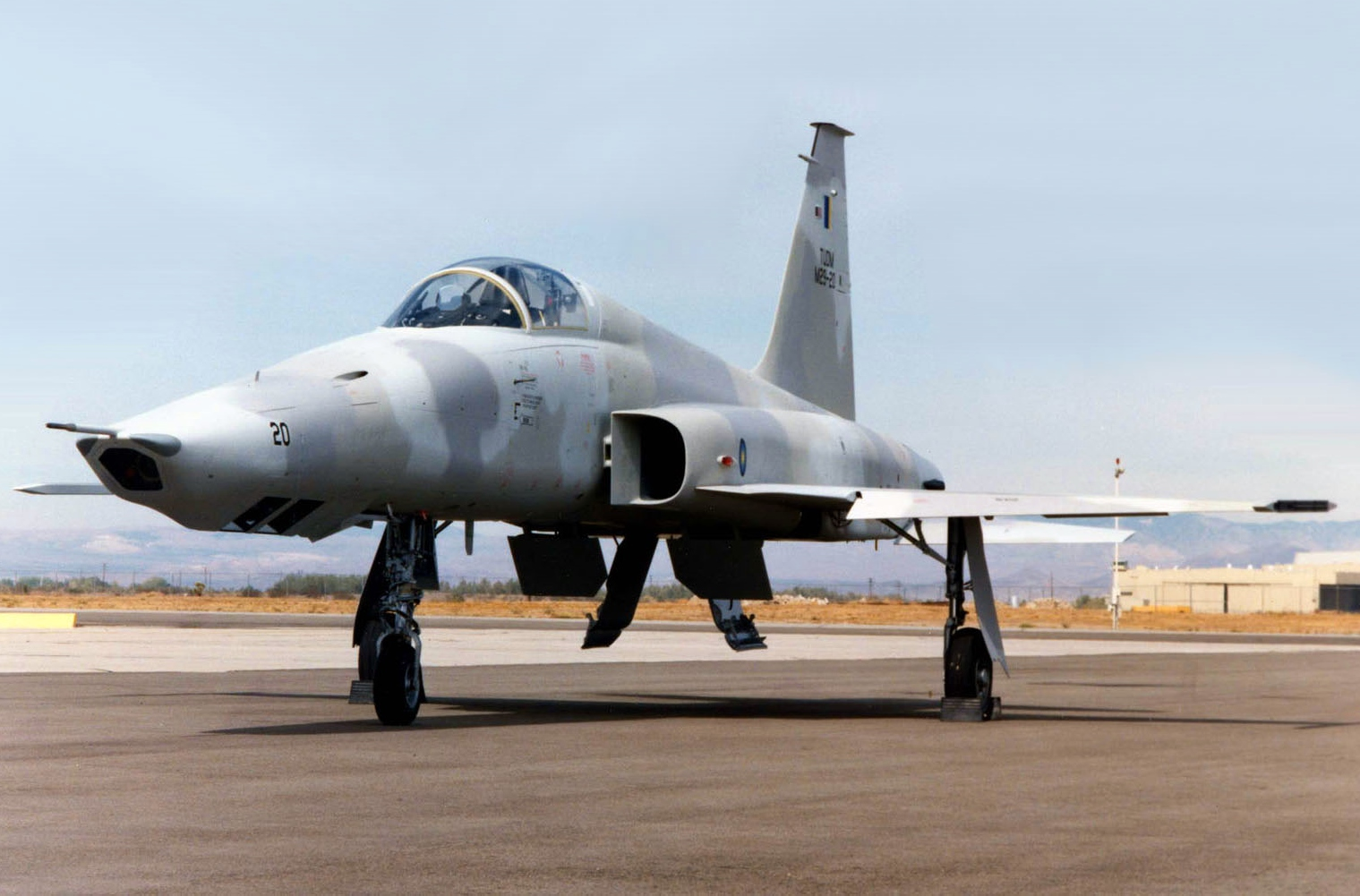
Un RF-5E de l'armée malaisienne.

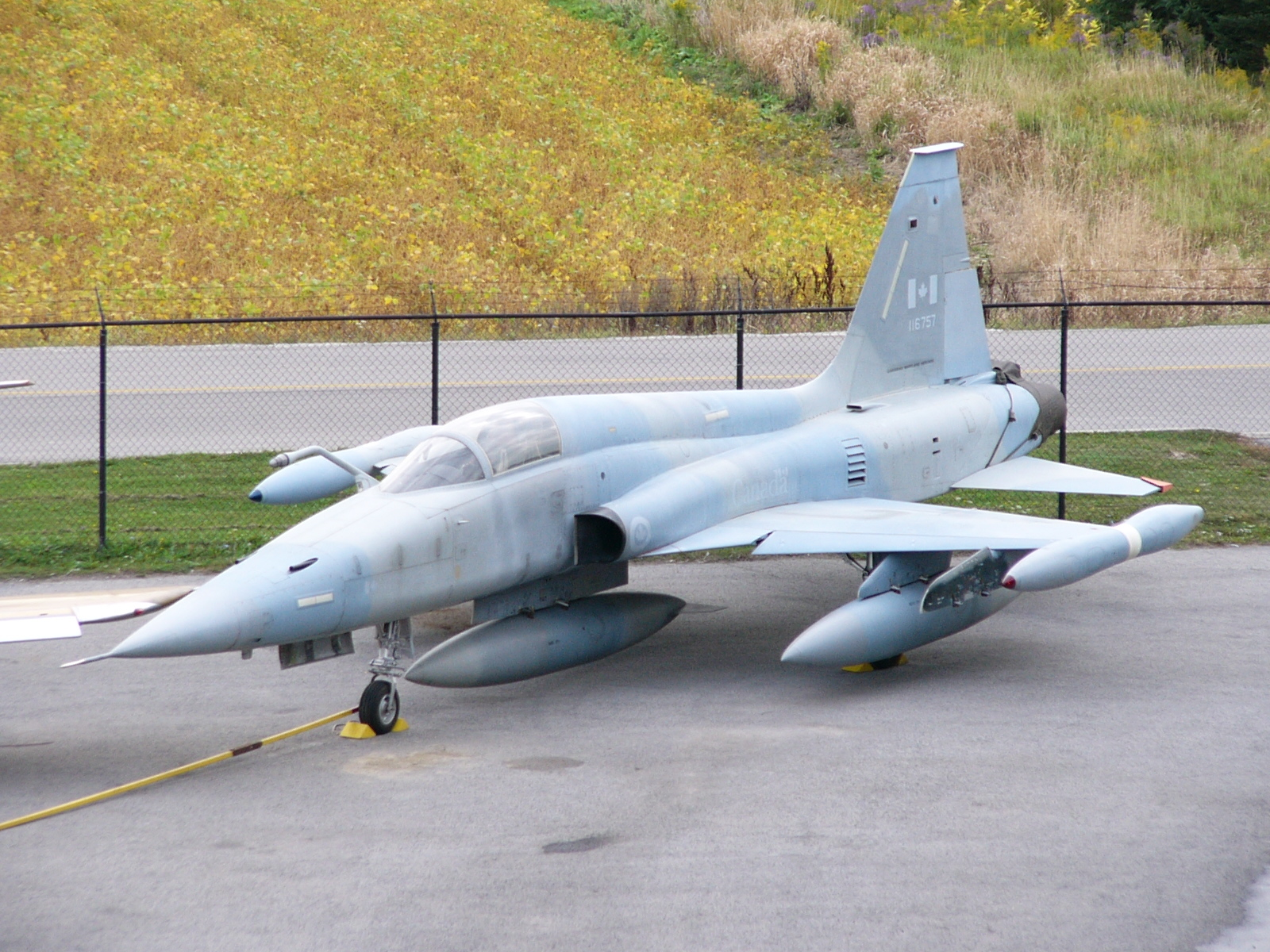
Un CF-116 Freedom Fighter canadien exposé dans un musée en 2004.

- F-5A Freedom Fighter : appareil d'origine destiné à l'attaque au sol ;
- RF-5A Freedom Fighter : version de reconnaissance équipée de caméras, basée sur le F-5A ;
- F-5B Freedom Fighter : version biplace du F-5A, dépourvue de canons et utilisant un système de désignation de cibles au laser AN/AVQ-27 Laser Target Designator Set (LTDS) ;
- CF-5 (A et B) : version utilisée par le Canada, construite sous licence par Canadair (désignation locale CF-116 et CF-116D) ;
- NF-5 (A et B) : version utilisée par les Pays-Bas du Canadair CF-5, construite sous licence au Canada par Canadair ;
- SF-5A, SF-5B et RSF-5A : version utilisée par l'Espagne, construite sous licence par CASA (désignation locale C-9, CE-9, CR-9) ;
- F-5C Skoshi Tiger : version modernisée du F-5A[10] ;
- F-5D Skoshi Tiger : version modernisée du F-5B[10] ;
- F-5E Tiger II : chasseur modernisé dérivé du F-5A. Avion équipé d'un radar Emerson Electric AN/APQ-153 pour les premières séries, puis de son évolution AN/APQ-159 (en) pour les séries suivantes ;
- RF-5E « Tiger Eye » : version de reconnaissance du F-5E ;
- F-5F Tiger II : version biplace du F-5E. Il emploie le même système laser AN/AVQ-27 que le F-5B ;
- F-5G : prototype pour la construction du F-20 Tigershark ;
- X-29 : prototype utilisant une cellule de F-5 pour l'étude d'ailes en flèche inversée ;
- Azarakhsh : copie iranienne du F-5 Freedom Fighter présenté comme prototype indigène de conception iranienne
- Kowsar : version iranienne du F-5 conçu via la rétroingénierie après la révolution iranienne (le pays disposant déjà de F-5 et d'un important stock de réacteurs J85) ;
- Saeqeh : variante dérivée du F-5E/F, conçue et construite par l'Iran se distinguant par sa double dérive en V similaire au F-18 ;
- Shaped Sonic Boom Demonstration[7] : Version expérimentale destinée à l'étude du bombardier QSP.

## Pays utilisateurs

Utilisateurs actuels
Anciens utilisateurs

La production du F-5 prit fin en janvier 1987, avec 2 700 appareils construits toutes versions confondues. Cet avion a été exporté vers une trentaine de pays :
- Bahreïn (12)
  - Force aérienne royale de Bahreïn - Acheté en 1985, les livraisons débutèrent dès le mois de décembre. Les premiers pilotes de Tiger furent formés en Arabie saoudite et des instructeurs américains furent également détachés[11]. Bahreïn possède 8 monoplaces F-5E et 4 biplaces F-5F.

- Botswana (13)

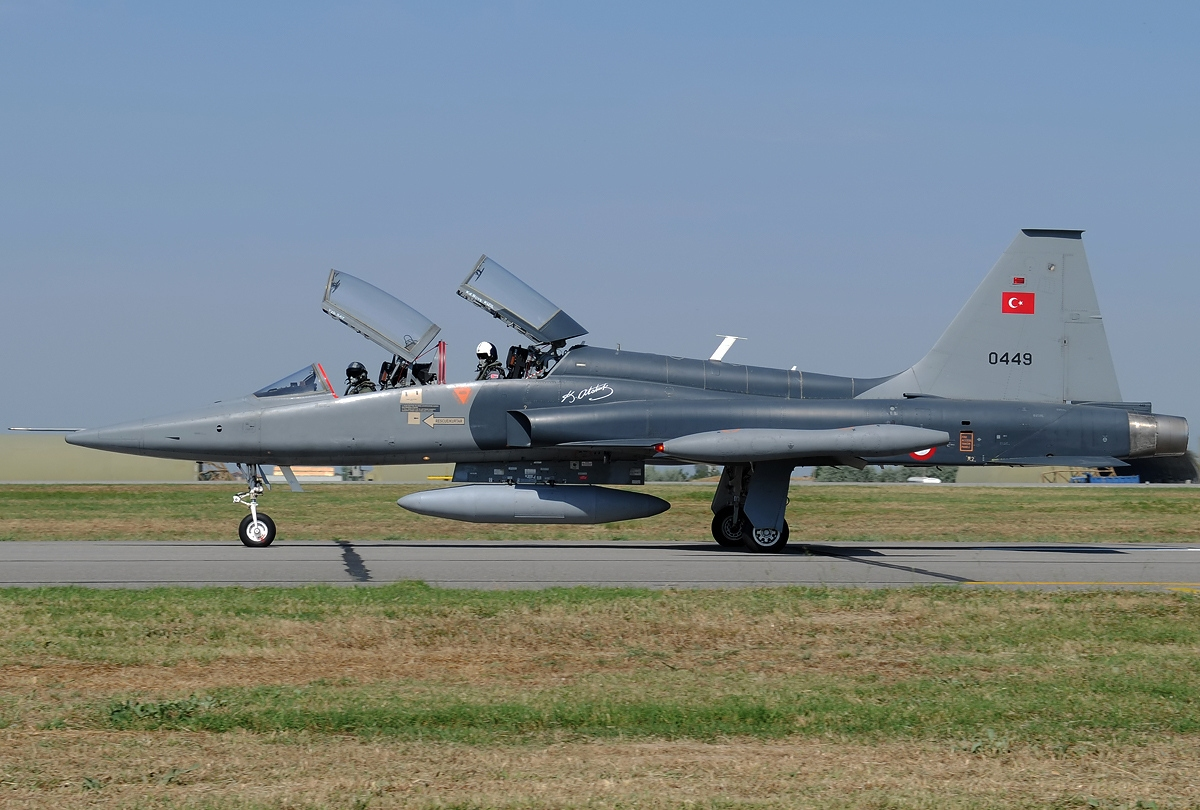
F-5B turc.

  - Escadre aérienne de la force de défense du Botswana - En 1996, le Botswana fait l'acquisition de 10 CF-5A et de 3 CF-5D améliorés en provenance du Canada. 2 autres CF-5D sont achetés en 2000.
- Brésil (47)
  - Force aérienne brésilienne - En octobre 1974, le Brésil commanda 36 F-5E et 6 F-5B pour une valeur de 72 millions de dollars. Les trois premiers avions arrivèrent le 12 mars 1975. En 1988, la FAB acquit 22 F-5E et 4 F-5E/F d'occasion auprès des Agressors de l'US Air Force. En 2001, Elbit Systems et Embraer ont commencé à travailler sur un programme de modernisation des F-5 brésiliens pour 230 millions de dollars, réalisée sur une période de huit ans. Au cours de ce programme, onze anciens F-5 jordaniens ont été achetés, sept F-5E et quatre F-5F biplaces. Trois de ces F-5F ont été modernisés, les autres cellules n'étant pas mises en service. La mise à niveau d'un total de 49 F-5E/F, re-désigné comme F-5EM et F-5FM, était principalement centrée sur l'installation de nouveaux systèmes de guerre électronique, la modernisation de l'avionique et une capacité de ravitaillement en vol. En octobre 2020, avec la livraison du dernier F-5FM, la FAB comptait dans son inventaire 41 monoplaces F-5EM - 2 ayant été détruits le 5 juillet 2016 et le 24 mai 2018 - et 6 biplaces F-5FM[12]. Ils devraient être retirés progressivement jusqu'en 2030.
- Chili (11)
  - Force aérienne chilienne - 15 F-5E et 3 F-5F ont été achetés par le Chili dans les années 1970, ceux-ci étant montés au standard Tiger III à partir de 1993. 16 F-5E sont remplacés en 2009 par 16 F-16 Fighting Falcon MLU T5. En mars 2013, la Force aérienne uruguayenne entama des discussions pour se procurer 12 avions F-5 Tiger III pour 80 millions de dollars. En 2019, 9 F-5E et 2 F-5F étaient toujours opérationnels au sein de la Force aérienne chilienne.
- Corée du Sud (194)

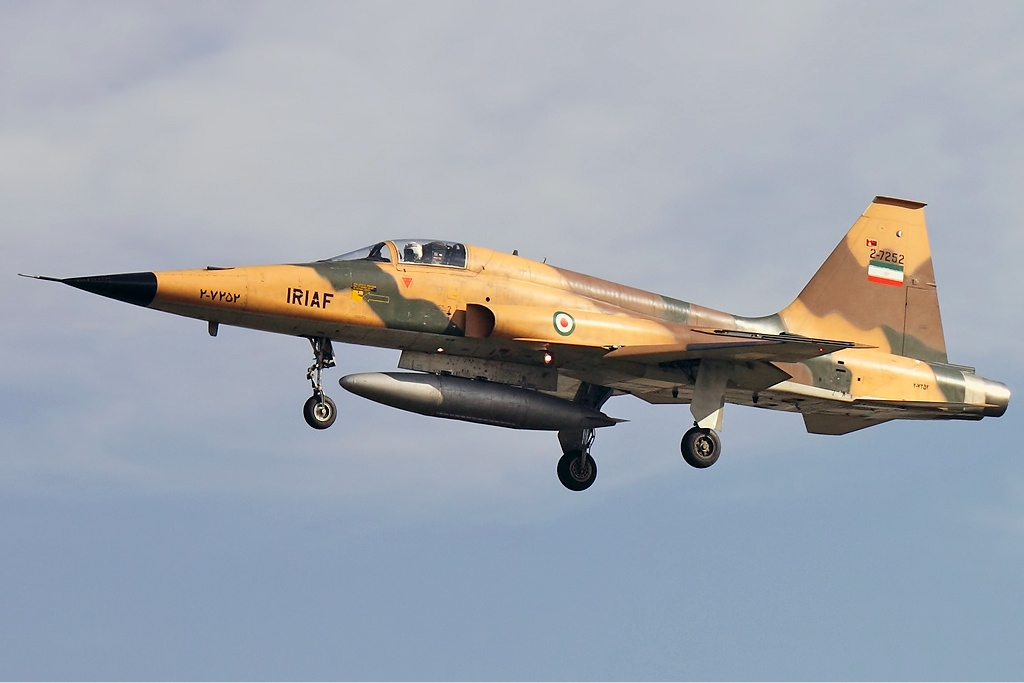
F-5E Tiger II iranien.

  - Force aérienne de la république de Corée - 340 F-5 (88 F-5A, 30 F-5B, 8 RF-5A, 126 F-5E, 20 F-5F, 48 KF-5E, et 20 KF-5F) ont été acquis par la Corée du Sud. Pendant la guerre du Viêt Nam, 36 F-5A et 8 RF-5A ont été transférés à la Force aérienne vietnamienne en échange du F-4 Phantom II de l'United States Air Force. 5 RF-5A seront finalement ramenés en Corée avant la fin de la guerre. Le dernier Freedom Fighter a pris sa retraite en 2005, et 8 F-5A ont été donnés à la Force aérienne philippine. La ROKAF prévoit de remplacer ses F-5E et F avec 60 FA-50 nouvellement construits. En 2019, elle comptait un total de 194 Tiger comprenant 158 F-5E et KF-5E, ainsi que 36 F-5F et KF-5F.
- Espagne (19)
  - Armée de l'air espagnole - À la fin de 1964, le gouvernement espagnol prend la décision de doter sa Force aérienne avec une série de 70 F-5 dans les versions A et B, fabriqués sous licence par CASA. Au début de janvier 1970, le premier F-5B arrive au sein du 202e Escadron de la base aérienne de Moron afin de familiariser les pilotes avec l'arrivée future du F-5A. Au cours des dernières années, le F-5 a bénéficié d’une modernisation complète notamment au niveau de l'avionique, pour répondre aux besoins d'enseignement actuels. Cette modernisation permet de prolonger sa durée d'exploitation au-delà de la prochaine décennie. Cette nouvelle version de l'avion est appelé F-5M. Ainsi, l'Espagne compte aujourd'hui [Quand ?] 19 biplaces F-5M d'entrainement. Il est prévu de le remplacé par l'Airbus Future Jet Trainer (AFJT).
- États-Unis (42)

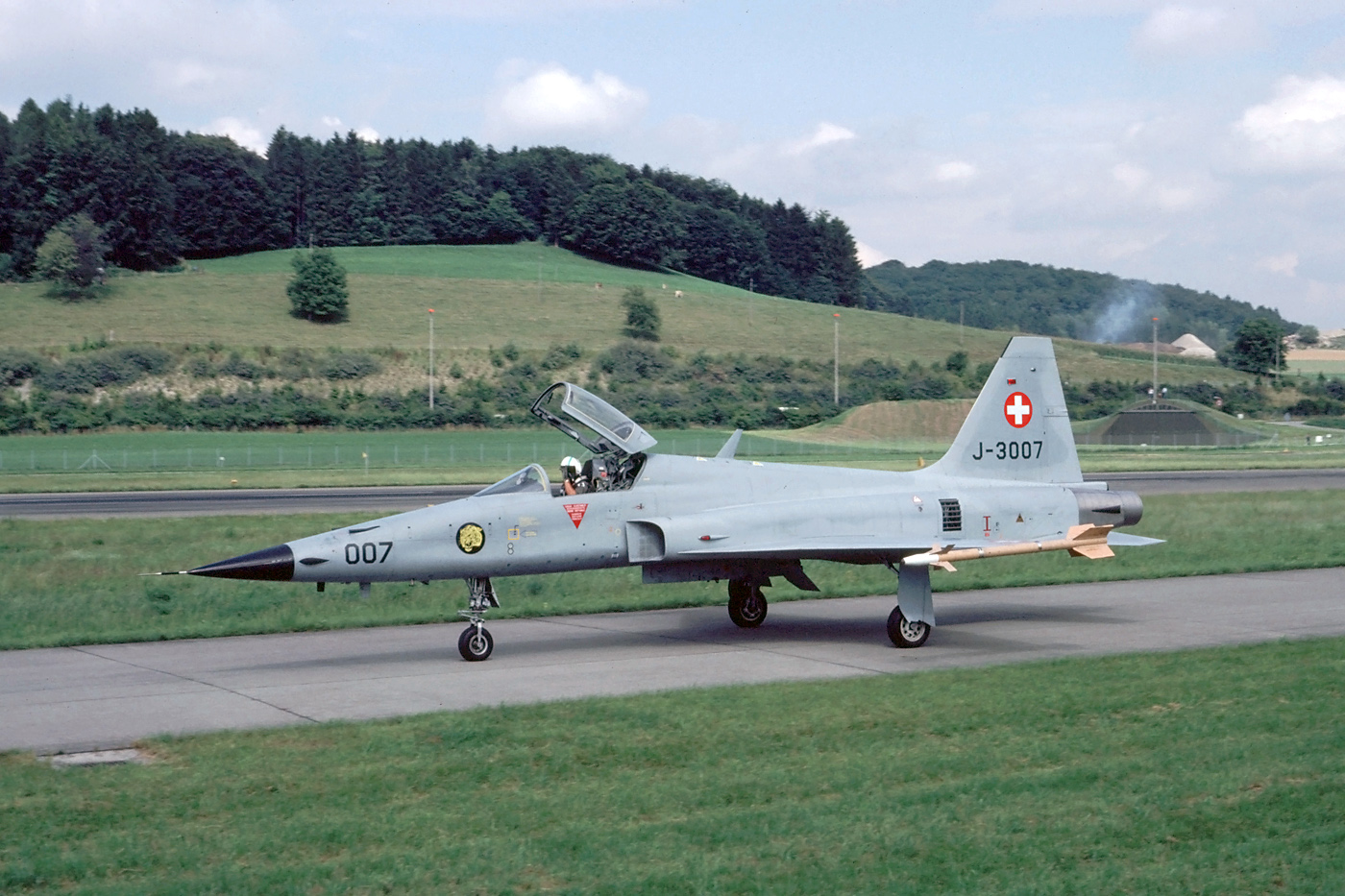
F-5E Tiger II suisse à Dübendorf en 1984.

  - La Marine des États-Unis a largement utilisé le F-5E au sein de l'United States Navy Fighter Weapons School (plus connu sous le nom de Top Gun). La flotte des F-5 a été modernisée avec l'acquisition auprès des Forces aériennes suisses lors d'une procédure « inverse » unique de Foreign Military Sales conclue en 2002, de 32 avions F-5E bien entretenus. Ils ont tous été utilisés comme F-5N, principalement pour des entraînements réalistes au sein des escadrilles agresseurs (en) de l'US Navy. Les avions ont été transportés deux par deux en pièces détachées entre Emmen et l'usine Northrop Grumman à Saint Augustine en Floride par des Hercules C-130T de la Navy Reserve. Le 26 octobre 2007 eu lieu le dernier vol de transport. Une révision complète des appareils fut faite chez Northrop-Grumman. Trois des F-5E suisses ont été transformés en F-5F biplaces avec un nouveau compartiment avant. Ces F-5N et F-5F sont utilisés par les escadrilles de la Navy VFC-13 à Fallon et VFC-111 « Sun Downers » à Key West en Floride, ainsi que par la VMFT-401 « Snipers » du Corps des Marines à Yuma en Arizona. Plus tard, Les États-Unis ont acheté douze autres Tiger II F-5F suisses. Au total, 44 avions ont été acquis auprès des Forces aériennes suisses par les États-Unis pour un montant de 50 millions de dollars[13]. En 2019, les États-Unis prévoient de racheter 22 autres F-5 Tiger suisses.
  - Le Corps des Marines des États-Unis racheta plusieurs F-5 de l'United States Air Force afin de remplacer ses F-21A. Servant au sein du 21e escadron de formation de chasse des Marines (VMFT-401) sur la MCAS de Yuma (Arizona), ils sont utilisés afin de simuler des aéronefs ennemis. En 2019, l'USMC possédait un total de 13 F-5 Tiger II. (11 monoplaces F-5N Tiger II et 2 biplaces F-5F Tiger II)
- Honduras (4)
  - Force aérienne hondurienne - 10 F-5E et 2 F-5F ont été livrés à partir de 1987 par les États-Unis afin de remplacer les Super Mystère. 6 appareilles  opérationnels en 2023 dont 4 F-5E et 2 F-5F selon flightglobal[14].F-5E Tiger II iranien.
- Iran (47)
  - Force aérienne de la république islamique d'Iran - Entre 1965 et 1979, la Force aérienne impériale iranienne (IIAF) reçut de nombreux équipements de la part des États-Unis, dont des F-5. Avec des livraisons s'étalant jusqu'à 1976, l'Iran reçut un total 308 appareils. (dont 104 F-5A, 23 F-5B, 166 F-5E et F-5F et 15 RF-5A) L'Iran a également vendu la plupart de son inventaire de F-5A/B à d'autres pays, dont l'Éthiopie, la Turquie, la Grèce et le Sud-Vietnam à la suite de la réception des F-5E/F. À la suite de la révolution iranienne de 1979, la nouvelle Force aérienne islamique d'Iran (IRIAF) dut importer ou produire ses nombreuses pièces de rechange afin de maintenir ses Tiger en vol. Durant la guerre Iran-Irak, les F-5 iraniens participèrent à de nombreux combats contre les aéronefs irakiens, marquant ainsi de nombreuses victoires, mais également de nombreuses pertes. L'Iran produit actuellement le Saeqeh, qui est construit sur le même fuselage que le F-5, et probablement armé de munitions de fabrication russe ou chinoise. Au total, 47 appareils (Saegeh, F-5E et F-5F) étaient encore opérationnels en 2019.
- Kenya (21)
  - Force aérienne du Kenya - Les Tigers kényans soutiennent les forces terrestres kényanes dans sa lutte contre les islamistes de Al Shabab en Somalie en bombardant des cibles sur le sol somalien. En 2019, le Kenya alignait 17 monoplaces F-5E et 4 biplaces F-5F.
- Maroc (26)
  - Forces aériennes royales marocaines - Le 16 août 1972, 4 F-5A furent utilisés contre l'avion du roi Hassan II dans la tentative de putsch connue sous le nom de Putsch des aviateurs. Le Maroc utilisa 28 F-5A/B et deux RF-5A dans la guerre du Sahara Occidental. Dans les années 1980, les forces aériennes reçurent 24 F-5E/F afin de lutter contre le Front Polisario. Les divers systèmes anti-aériens SA-6 représentaient la principale menace durant le conflit, et plusieurs F-5 furent notamment perdus. À partir de 1990, le Maroc reçut 12 F-5 E/F des Agressors de l'USAF, et un total de 24 F -5E furent mis au standard Tiger III. Il restait, en 2019, 22 F-5E et 4 F-5F.
- Mexique (3)
  - Force aérienne mexicaine - En 1982, le Mexique reçut 12 F-5E et F après le blocage de ses 24 IAI Kfir C.1 par les États-Unis, en raison de l'utilisation du moteur J79 par les Kfir. Le F-5 a permis au Mexique d'acquérir son premier avion supersonique et a vu la création du 401e escadron aérien. Le 16 septembre 1995, après plus de 30 vols militaires de parade sans incidents, un F-5E est entré en collision avec trois T-33 au cours du défilé militaire pour l'indépendance du Mexique, provoquant la mort de dix personnes. En 2016, plusieurs informations affirment que les derniers F-5 mexicains, 6 F-5E et 2 F-5, ont été retirés du service. Pourtant, en 2019, on comptait toujours deux F-5 et un F-5F opérationnels au sein du 401e escadron aérien[15].
- Suisse (25 en 2022[16])
  - F-5E Tiger II suisse à Dübendorf (en) en 1984. Forces aériennes suisses - En tout, 110 F-5E/F[13] dont 90 dont le montage final a été fait en Suisse[17] ont été livrés. Le F-5E a été choisi principalement en raison de ses excellentes performances, de son aptitude à effectuer les missions des Forces aériennes suisses, et de son coût d'entretien par heure de vol relativement faible. Après de nombreux essais, dans le cadre du programme d'armement 1975, le parlement fédéral approuve en 1976 l'achat de 72 F-5 Tiger II dont 66 de type F-5E (monoplace) et 6 de type F-5F (biplace) pour la protection de l'espace aérien (autrefois appelée protection aérienne) pour 1,17 milliard de francs suisse. Une deuxième tranche de 38 Tiger, dont six biplaces (F-5F), sont commandés lors dans le cadre du programme d'armement 1981 pour 770 millions de francs suisse. Le dernier appareil de cette série sort de la chaîne d’assemblage de la F+W Emmen en 1984[18].

 En 1995, la Patrouille Suisse passe sur Tiger, qui a reçu à cette occasion un apparat rouge et blanc et un dispositif de fumigènes. Au 1er janvier 2004, la flotte de Tiger a été réduite de 85 à 54 appareils. L'US Navy acquiert 32 F-5E bien entretenus lors d'une procédure « inverse » unique de Foreign Military Sales conclue en 2002, 12 autres sont achetés plus tard. De juillet 2004 à juillet 2008, 12 F-5E Tiger II ont été loués à l'Autriche en attendant la livraison de leurs Eurofighter Typhoon. En 2010, 54 Tiger sont encore en engagement. Ils sont pilotés par des pilotes de milice et utilisés en premier lieu pour la protection de l'espace aérien où ils complètent les escadrilles professionnelles sur F/A-18C/D Hornet. Les autres domaines d'engagement de la flotte F-5 sont alors la guerre électronique (GE), le tractage de cibles pour le tir air-air avec les canons de bord des F/A-18 ou la représentation des buts pour la défense contre avions. En janvier 2010, la flotte de Tiger suisses avait atteint les 250'000 heures de vol[19].

 De 1978 à 2010, 9 appareils ont été perdus (entre 1981 et 1996) et un pilote a perdu la vie. Le taux d'attrition du F-5 Tiger II dans les Forces aériennes suisses est donc de 3,6 accidents pour 100 000 heures de vol sur la période 1978 - 2010. Le 30 novembre 2011, le Conseil fédéral décide de proposer l'achat de 22 Gripen dans le cadre du programme d'armement 2012[20]. Par référendum, les citoyens suisses ont refusé le mode de financement des 22 avions de combat Gripen par 53,4 % des voix le 18 mai 2014, annulant ainsi l'achat de Gripen[21]. Dans le cadre du message sur l’armée 2018, le Conseil fédéral demande la mise hors service de 27 des 53 F-5 Tiger encore en service, qui doivent être vendus. Les 26 appareils restants continuent d’être engagés pour décharger les F/A-18 de tâches secondaires. Ils sont principalement affectés à l’entraînement (pour servir de cibles), à la surveillance de la radioactivité et à la Patrouille Suisse. Début 2019, le département de la Défense des États-Unis prévoit de racheter 22 de ces appareils retirés du service pour 39 676 000 dollars pour servir comme « Aggressor (en) »[22].
- Taïwan (10 lors de leur retrait le 4 juillet 2025)
  - La Force aérienne de la république de Chine (ROCAF) reçut son premier lot de 7 F-5A et 2 F-5B grâce au Programme d'aide militaire des États-Unis en 1965. En 1972, avant le retrait des forces américaines du Vietnam, sur 115 F-5A/B reçus, 48 F-5A furent prêtés au Vietnam du Sud. En 1973, Aerospace Industrial Development Corporation (en) commença la production locale d'un premier lot de 100 F-5E, la première des six lots de production Tiger Peace. Fin 1986, lorsque la ligne de production fut fermée après avoir terminé Tiger Peace , l'AIDC avait produit un total de 242 F-5E et 66 F-5F. Taïwan était alors le plus grand utilisateur de Tiger avec 336 F-5E/F dans son inventaire. Avec l'introduction des F-16, Mirage 2000-5 et F-CK-1 durant les années 1990, le F-5 est devenu un chasseur de combat de seconde ligne. 7 F-5E furent convertis comme avions de reconnaissance RF-5E Tigergazer afin de remplacer les RF-104G vieillissants. Des pilotes taïwanais de F-5, ainsi que leurs aéronefs, ont également participé, sous le drapeau du Yémen du Nord, à la défense aérienne du territoire nord-yéménite. En 2019, Taïwan disposait de 25 F-5E Tiger II et RF-5E Tigergazer ainsi que de 30 F-5F[23]. En juin 2025, il reste en service au moins 5 F-5E et 5 RF-5, la cérémonie de retrait est annoncée pour le 4 juillet 2025[24].

- Thaïlande (34)

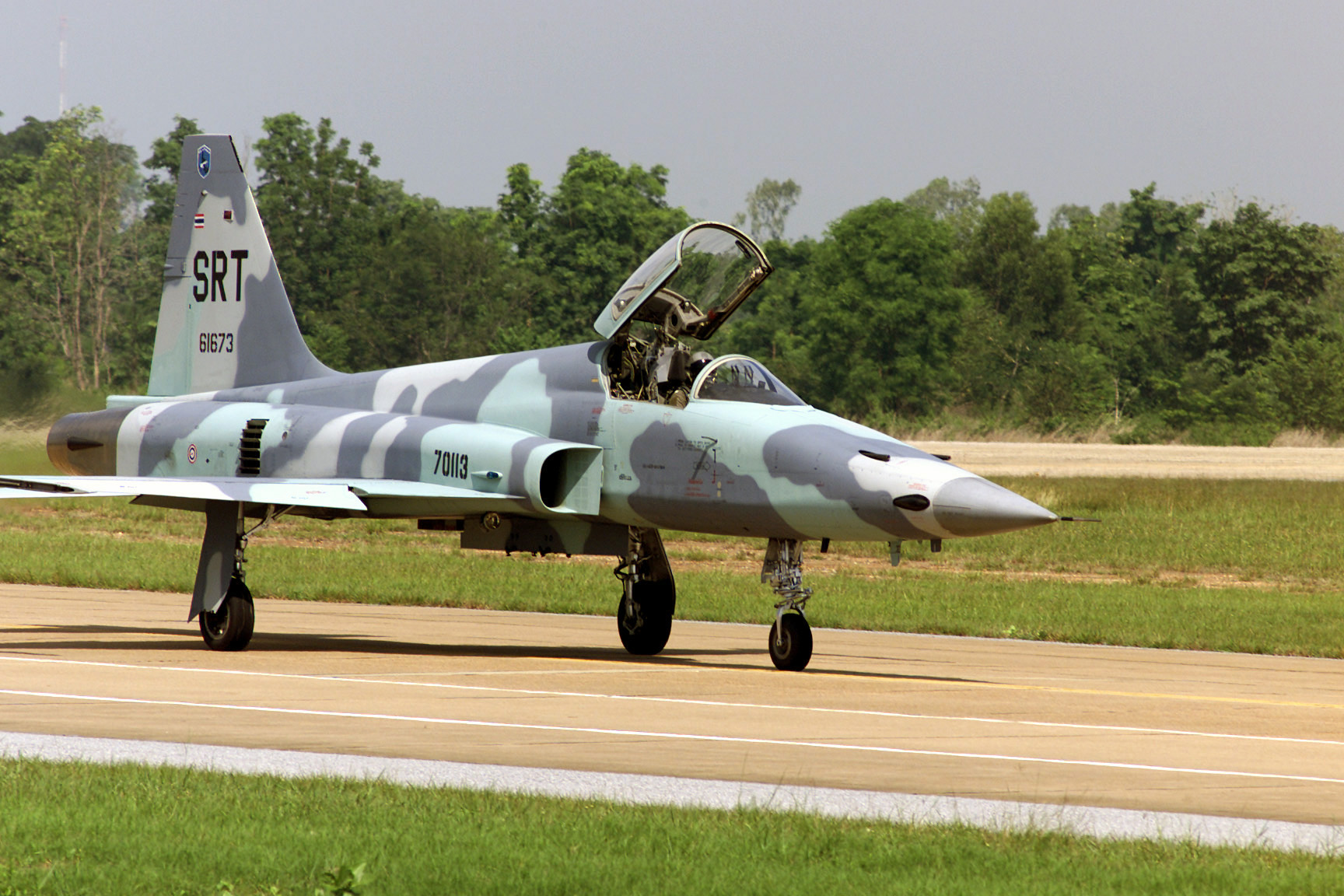
F-5E Tiger II de la Force aérienne royale thaïlandaise au roulage sur la RTAFB de Korat durant l'exercice Cobra Gold 2000 en mai 2000.

  - Force aérienne royale thaïlandaise - La Thaïlande a reçu 40 F-5A, E et 6 F à la fin des années 1970. Les F-5E ont tous été modernisés par Israël au standard F-5T Tigris en intégrant le radar EL/M-2032 (en). Dans les années 2010, seuls les 30 F-5T et les 4 F-5F sont toujours opérationnels au sein de l'armée de l'air thaïlandaise. Fin 2017, il est décidé de maintenir 12 F-5 E et 2 F-5F dont le potentiel cellule est encore viable durant 8 à 12 ans et de les moderniser une dernière fois dans un standard nommé Super Tigris dont les premiers sont perçus en février 2023. Les autres étant retirés du service[25]. Plusieurs ont déjà été remplacés par le Gripen suédois.
- Tunisie (15)
  - Armée de l'air tunisienne - Huit F-5E et quatre F-5F Tiger II ont été livrés de 1984 à 1985. La Tunisie a également reçu cinq F-5E américain en 1989. Depuis 2013, les F-5 tunisiens sont employés dans la bataille de Chaambi au cours de missions d'appui contre Ansar al-Sharia et les militants d'Al-Qaïda qui visent à déstabiliser la transition de la Tunisie vers la démocratie. Un total de 15 avions sont encore en service, dont 12 monoplaces F-5E et 3 biplaces F-5F. En décembre 2015, on annonce que 12 seront modernisés d'ici fin 2018 pour 32 millions de dollars[26].
- Turquie (24)
  - Armée de l'air turque - Plus de 200 F-5A/B et NF-5A/B (versions monoplace et biplace produites par Canadair) ont été achetés à différents pays. Entre 40 et 50 d'entre eux ont été mis à niveau vers la norme F-5/2000 dans les années 2000. 24 NF-5A/B sont toujours actifs en Turquie, et douze d'entre eux appartiennent aux Étoiles de Turquie, l'équipe de voltige aérienne de l'armée de l'air turque. Le 7 avril 2021, un des appareils s'écrase lors d'un entrainement de voltige, tuant son pilote.
- Yémen (13)
  - Force aérienne yéménite - Héritage du Nord-Yémen lors de l'unification du Yémen, ces appareils sont issus de l'inventaire taïwanais. Ces appareils ont participé à la guerre civile yéménite de 1994, où la Jordanie a contribué à l'entretien des F-5, et aussi à la guerre du Saada. Sur 14 appareils reçus, 13 étaient toujours en service en 2019, dont 11 F-5E et 2 F-5B.

### Anciens utilisateurs
- Arabie saoudite (1974-2009)
  - Force aérienne royale saoudienne - L'Arabie saoudite a déployé des avions pendant la guerre du Golfe, le F-5E participa au soutien aérien rapproché et à des missions d'interdiction aérienne contre des unités irakiennes au Koweït. Un F-5E saoudien a été perdu à la suite de tirs au sol le 13 février 1991, le pilote a également été tué. Les Saoudiens n'utilisent plus le F-5 en tant qu’avion de combat depuis 2009[27].

- Autriche (2004-2008)

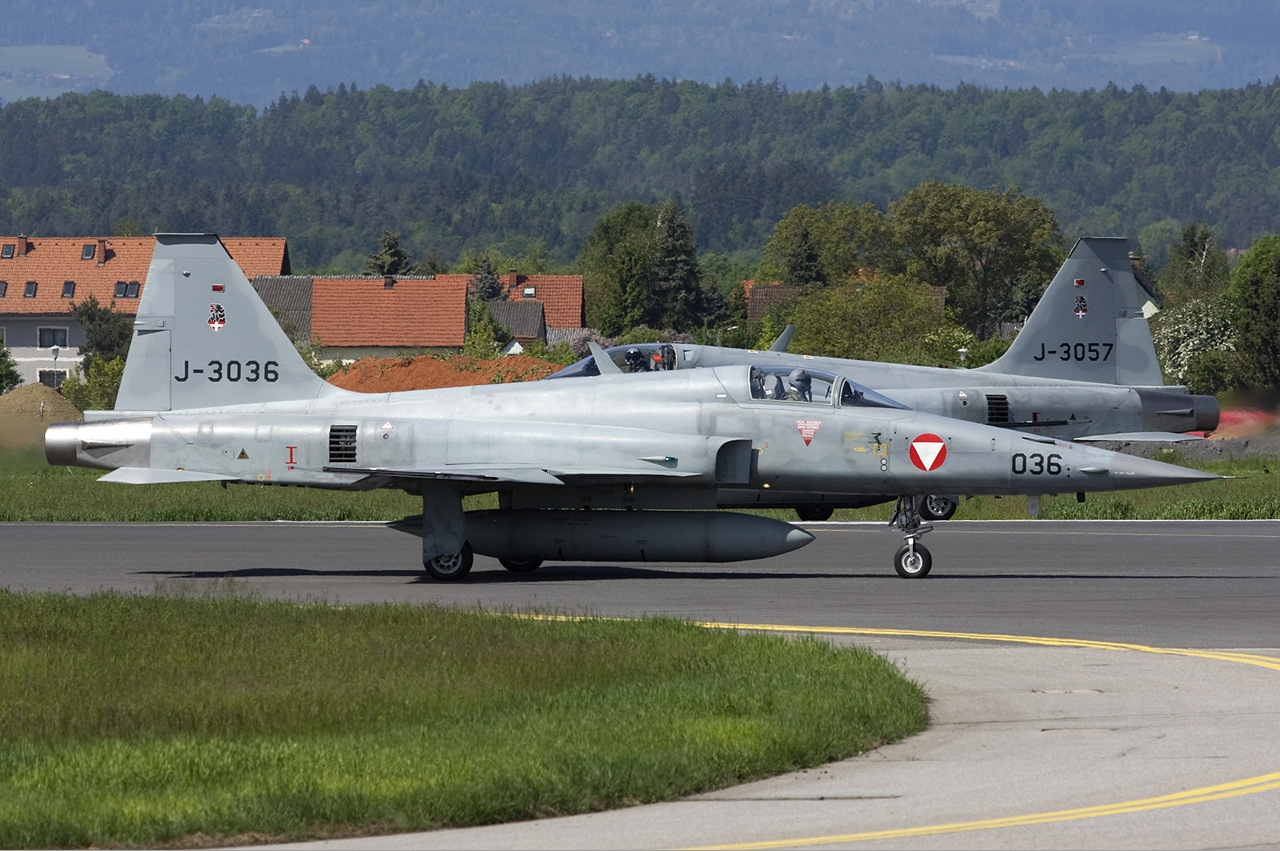
F-5E Tiger II autrichien en mai 2008, quelque temps avant leur retour en Suisse. Les cocardes sont autrichiennes tandis que l'immatriculation est suisse.

  - Force aérienne autrichienne - De juillet 2004 à juillet 2008, la Suisse a loué 12 F-5E Tiger II à l'Autriche en attendant la livraison de ses Eurofighter Typhoon.
- Canada (1968-1995)
  - Commandement aérien des Forces canadiennes - Sélectionné à l'origine pour fournir un rôle d'appui tactique au Canada, les escadrons de Canadair CF-5 devaient également être engagés sur le flanc nord de l'OTAN afin d'agir comme une force de réaction rapide. Cependant, le rôle du CF-5 au sein de l'ARC a fréquemment changé au cours des ans afin de devenir finalement un chasseur d'attaque léger spécialisé dans les frappes au sol, une plate-forme de reconnaissance et un avion de formation[28]. Au cours de sa carrière sous la cocarde canadienne, le CF-5 a reçu périodiquement de nombreuses améliorations de son avionique et de ses capacités. Canadair a ainsi produit 89 monoplaces CF-5A (dénomination locale CF-116A) et 46 biplaces CF-5D (CF-116D) au profit du nouveau commandement aérien des Forces canadiennes. Certains furent également vendus au Venezuela[29]. Les derniers CF-5 canadiens quittent le service actif en 1995.F-5E Tiger II du 66e escadron d'Agressors de l'USAF en 1980.
- États-Unis (1962-1990)
  - Force aérienne des États-Unis
- Éthiopie (1966-?)

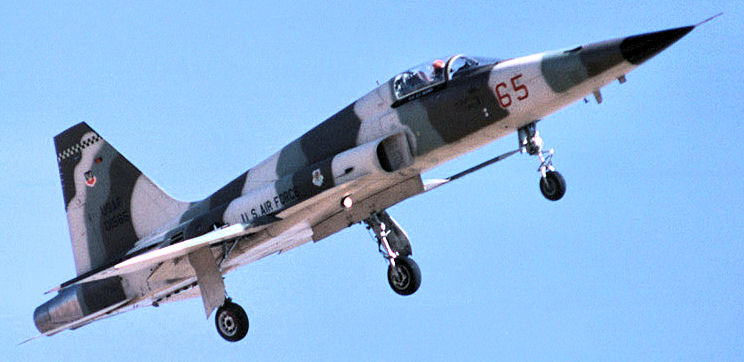
F-5E Tiger II du d'Agressors de l'USAF en 1980.

  - Force aérienne éthiopienne - L'Éthiopie a reçu 10 F-5A et deux F-5B à partir de 1966. En 1970, l'Iran a transféré au moins trois F-5A et B à l'Éthiopie. En 1975, un autre accord a été conclu avec les États-Unis afin que soient livrés 14 F-5E et trois F-5F, mais seuls 8 F-5E seront livrés en raison d'un embargo imposé à l'Éthiopie et la rupture des relations diplomatiques avec les États-Unis. En 1976, deux pilotes éthiopiens font défection au Soudan avec leur chasseur F-5A mais les jets ont été rendus à l'Éthiopie. De 1977 à 1978, les chasseurs F-5 éthiopiens combattent les forces somaliennes au cours de la guerre de l'Ogaden. Les F-5E éthiopiens étaient ainsi chargés de missions de supériorité aérienne, tandis que les F-5A ont été conservés en tant qu'avion d'attaque au sol pour les missions de frappes aériennes. Bien que les F-5E éthiopiens gagnèrent rapidement la supériorité aérienne sur les MiG-21MF somaliens, au moins trois F-5 ont été abattus par les forces de défense aérienne au cours d'attaques contre des bases d'approvisionnement dans l'ouest de la Somalie[30].

- Grèce (1965-2002)

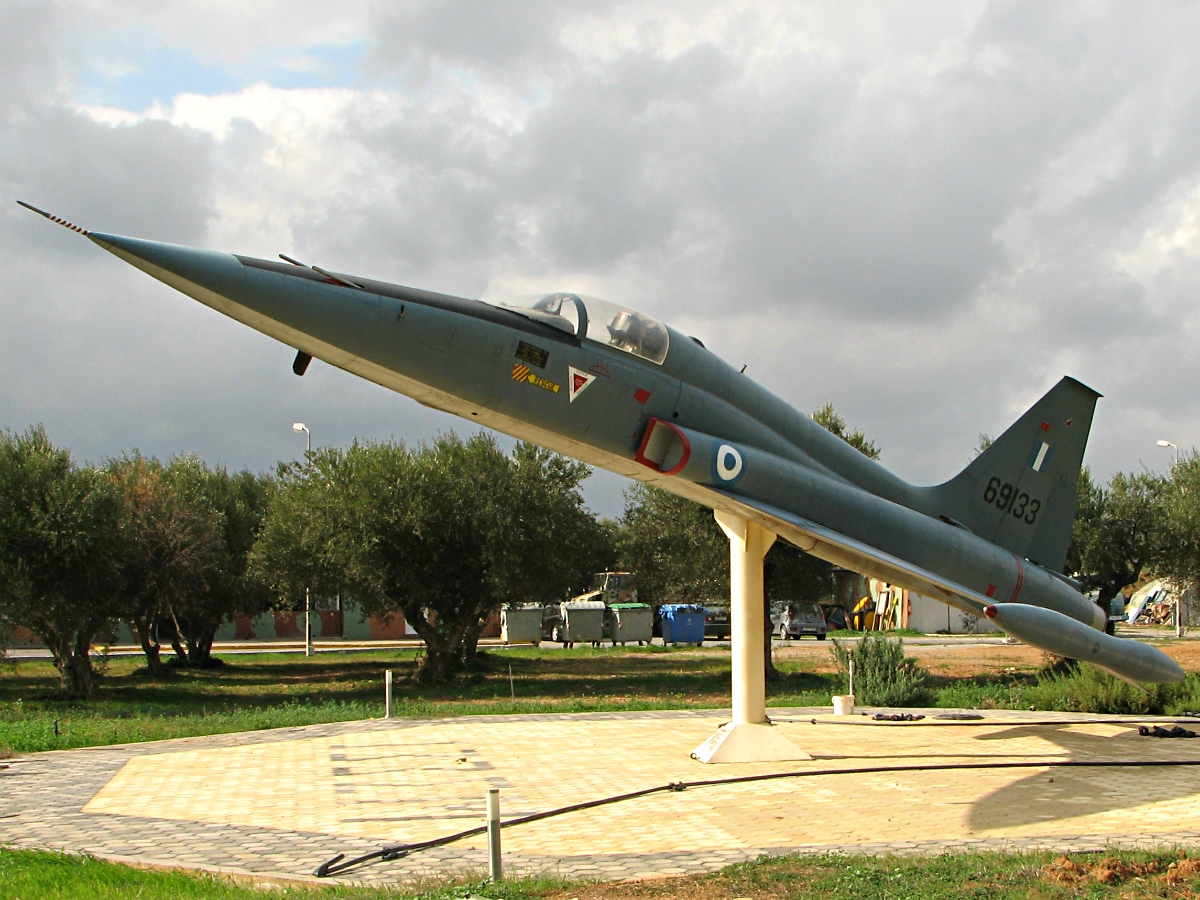
F-5A grec, conservé à la base aérienne de Kastelli, Crète.

  - Force aérienne grecque - L'État hellénique reçut ses 55 premiers F-5A en 1965. En 1975, 10 avions ont été achetés à l'Iran et, plus tard, 10 autres à la Jordanie. En 1986, neuf avions sont cédés par la Norvège et en 1991, 10 NF-5A sont également acquis via les Pays-Bas. Ainsi, un total de 94 F-5, toutes versions confondues, seront acquis par la Grèce de 1965 à 1991. De 1967 à 1968, ce type d'appareil a été utilisé par la 3e équipe de voltige hellénique « Nouvelle Flamme hellénique ». Le dernier NF-5A est retiré en 2002[31].
- Indonésie (1982-2016)
  - Armée de l'air indonésienne - 16 Northrop F-5E et F Tiger II sont achetés en 1982 par l'Indonésie afin de remplacer ses Sabre. Tous les F-5E/F ont été modernisés par la firme belge SABCA en 1990. En janvier 2014, le ministre de la Défense Purnomo Yusgiantoro a déclaré qu'il espérait entamer le remplacement des chasseurs F-5 entre 2015 et 2020. La Force aérienne indonésienne (TNI-UA) a sélectionné quatre candidats pour le remplacer, le Su-35, le Saab JAS 39 Gripen[32], le Dassault Rafale et le F-16 C/D Block 60[33]. En 2015, 9 appareils, dont 3 biplaces F-5F et 6 monoplaces F-5E, étaient toujours en service au sein de la Force aérienne indonésienne. le 3 septembre 2015, le ministère de la Défense indonésien a annoncé sa décision de remplacer ses F-5 restants par des Soukhoï Su-35[34] mais, en 2021, cela ne c'est pas concrétiser.
- Jordanie (?-2015)
  - Force aérienne royale jordanienne - Remplacés en 2015 par les F-16 et Hawk Mk 63.
- Libye (1972-?)
  - Force aérienne de la République arabe libyenne - En 1969, le royaume de Libye aurait perçu 10 F-5. À la suite de la prise du pouvoir par le colonel Kadhafi, l'entretien de ces avions a diminué, entraînant ainsi leur vente auprès de la Turquie.
- Malaisie (1975-2015)
  - Force aérienne royale de Malaisie - En 1975, l'armée de l'air royale malaise reçoit ses premiers F-5. 16 de ses F-5E Tiger II ont été mis à jour à des fins de reconnaissance. En 2015, ses 3 F-5F et 6 F-/RF−5 E sont retirés du service.

- Norvège (1966-2000)

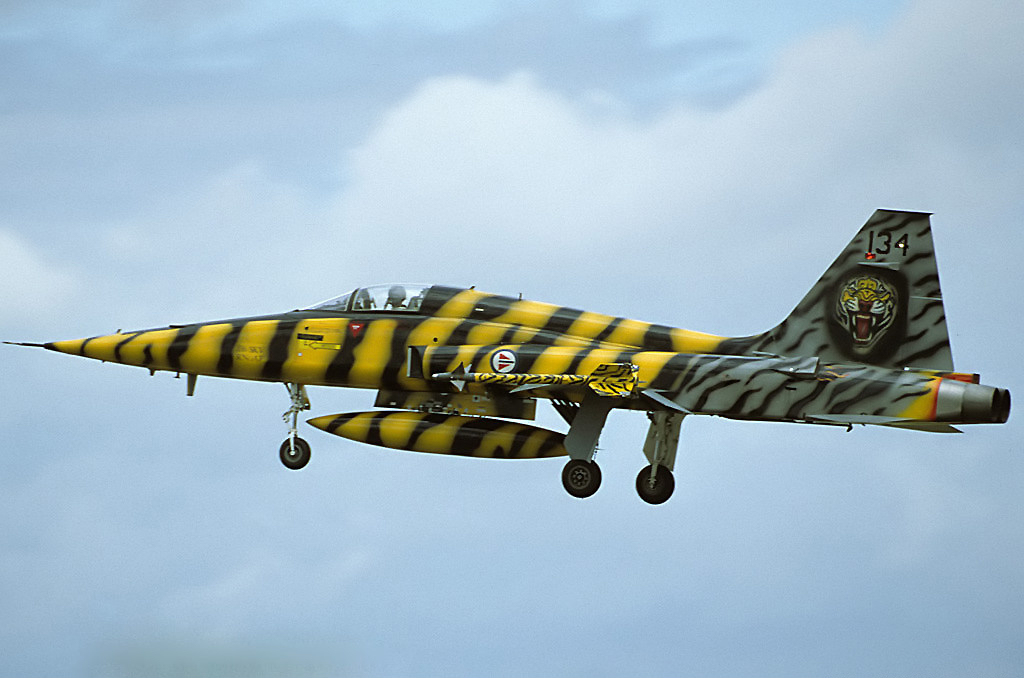
F-5A norvégien du durant le NATO Tiger Meet 1998.

  - Force aérienne royale norvégienne - En 1966, la Norvège a reçu 108 Freedom Fighter: 16 RF-5A, 78 F-5A et 14 F-5B. Les 64 premiers ont été reçus en tant qu'aide militaire. Ils furent utilisés par plusieurs escadrons, le 336e étant le premier à recevoir le F-5 en février 1966 et le dernier à le retirer en août 2000. Dans le cadre du programme Eye of the Tiger, basé sur le développement d'une nouvelle tête chercheuse pour le missile d'attaque naval, trois avions ont été maintenus jusqu'en 2007 et ont été utilisés avec Kongsberg Defence & Aerospace. Les aéronefs reçus dans le cadre de l'aide militaire américaine ont été remis à la Grèce et à la Turquie.
- Pays-Bas (1969-1991)
  - Forces aériennes royales néerlandaises - 75 NF-5A et 30 NF-5B de fabrication canadienne ont été perçus par les Pays-Bas de 1969 à 1972. En 1991, après que ces avions eurent tous été remplacés par le F-16 Fighting Falcon, les F-5 ont été initialement stockés sur les bases aériennes de Gilze-Rijen et de Woensdrecht, jusqu'à ce que finalement 60 appareils soient vendus à la Turquie, 11 à la Grèce et 7 au Venezuela. Les avions restants se trouvent dans des musées.

- Philippines (1965-2005)

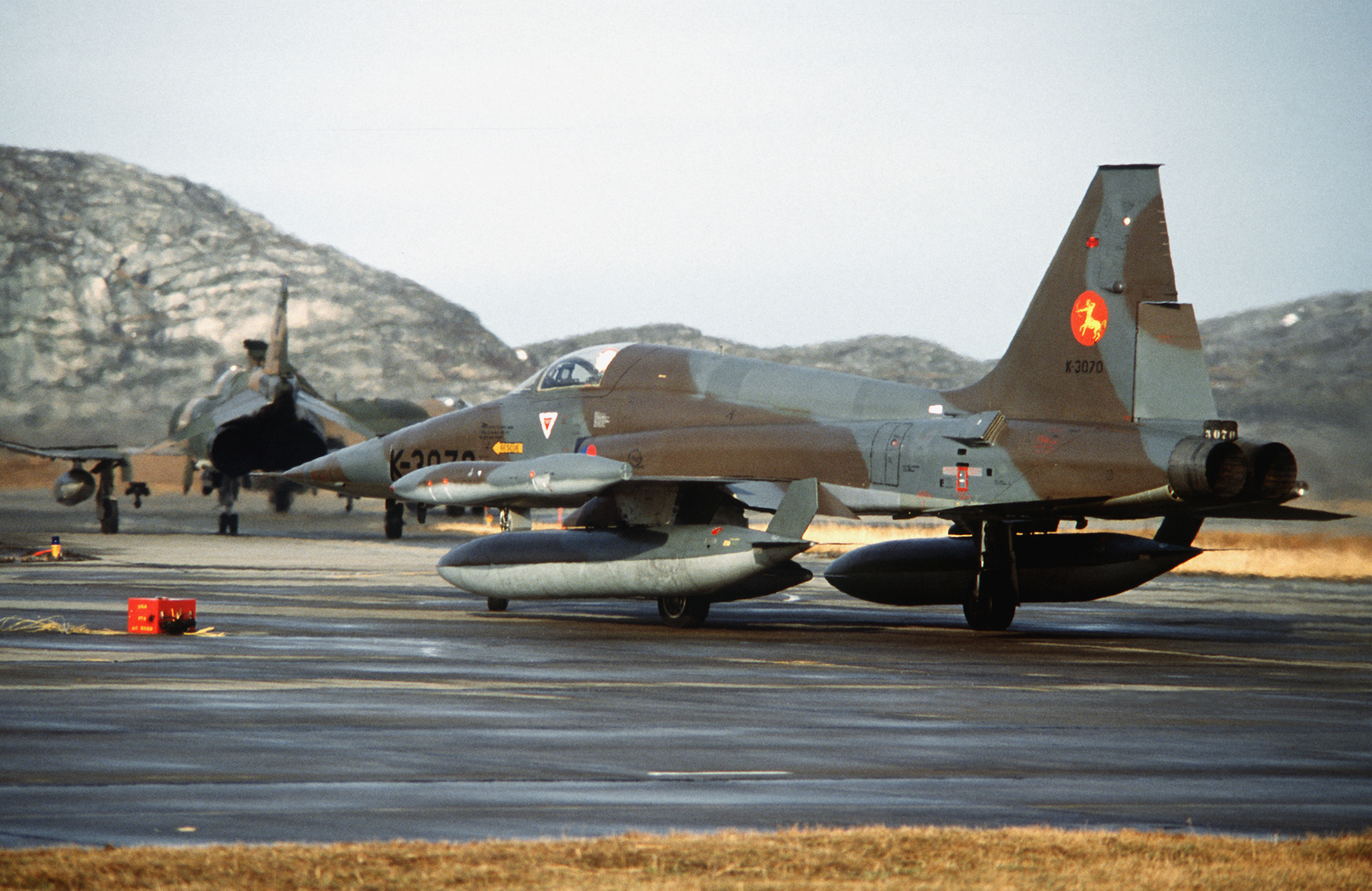
NF-5A néerlandais au roulage derrière un F-4 Phantom II américain sur la base aérienne de Bodø, en Norvège, durant l'exercice Alloy Express de 1982.

  - Force aérienne philippine - Les Philippines ont acquis un total de 37 F-5A/B de 1965 à 1998[35]. Son premier lot de 19 F-5A (monoplace) et trois F-5B (biplace) est reçu entre 1965 et 1967. En 1989, la FAP reçoit trois F-5A et un F-5B taïwanais[36]. Dans les années 1990, au moins huit F-5A sud-coréens et deux F-5A jordaniens sont également acquis. Les F-5 ont été utilisés par l'équipe acrobatique philippine des Blue Diamonds, et ont également bénéficié d’une modernisation avec l'installation du radar AN/APQ-153, à la fin des années 1970. En 2005, la Force aérienne philippine retire sa flotte de F-5A et B, comprenant également les aéronefs reçus en provenance de Taïwan et de la Corée du Sud[37].
- Singapour (1981-2015)
  - Force aérienne de la république de Singapour - Singapour est un opérateur important de F-5, la première commande de l'avion étant émise en 1976 au cours d'une expansion massive des forces armées de l'État-ville. La livraison de ce premier lot de 18 F-5E et trois F-5F permit d'équiper le 144e escadron Black Kite de Tengah. 6 F-5E supplémentaires, commandés fin 1979, sont livrés en 1981. En 1982, une commande de trois autres F-5F est signée et sera livrée en septembre 1983 à Leuchars (en Écosse) où ils ont été pris en charge par les pilotes de la RSAF. Une autre commande de six F-5E supplémentaires est émise en 1985 et ils seront livrés la même année afin d'équiper le 149e escadron Shikra de Tengah. L'année suivante, la RSAF émet une nouvelle commande pour son lot final de trois F-5F et cinq F-5E qui seront livrés respectivement en décembre 1987 et juillet 1989. En 1994, Singapour rachète 7 F-5E jordaniens d'occasion. Ainsi, entre 1976 et 1994, la Force aérienne de Singapour aura acquis un total de 42 F-5E et 9 F-5F, soit 51 Tiger II. À partir de 1991, 8 F-5E sont convertis comme avion de reconnaissance RF-5E TigerEye afin de remplacer les Hawker Hunter tandis que toute la flotte de F-5E et F-5F est modernisée à partir de 1996. Ces derniers seront renommés F-5S et F-5T. En 1998, les huit RF-5E reçoivent également les mises à jour et sont redésignés RF-5S. Chaque remise à niveau de F-5S/T aurait coûté 6 millions de dollars SGD. En septembre 2015, Singapour retire ses 9 F-5T et de 27 F-5S du service opérationnel à la suite de la dissolution du 144e escadron. F-5 singapourien au roulage.
- Soudan

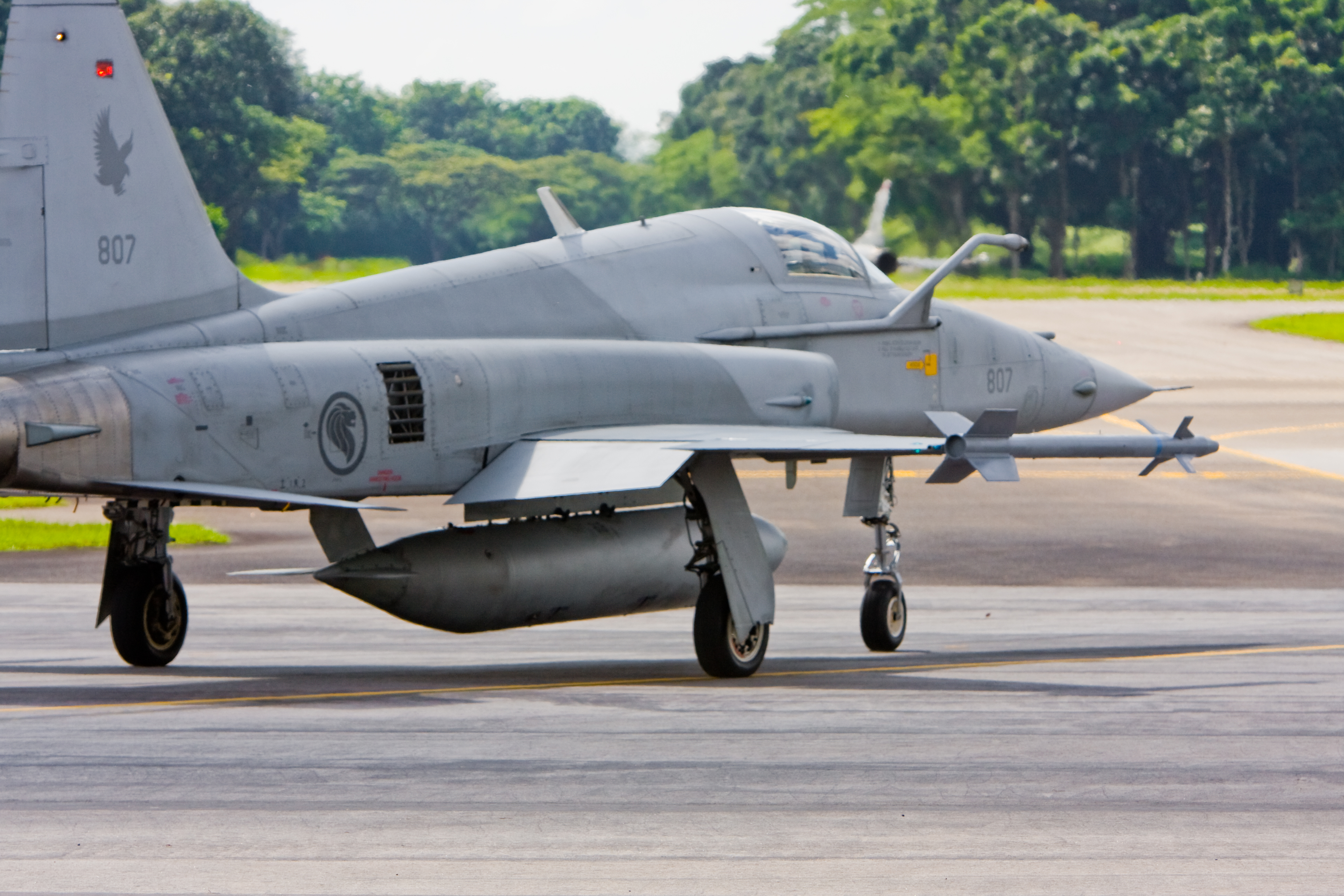
F-5 singapourien au roulage.

  - Force aérienne soudanaise - 10 F-5E et deux F-5F ont été livrés en 1978 au Soudan. L'un des F-5F a été vendu à la Jordanie.
- Venezuela (1972-2010)
  - Aviation nationale du Venezuela
- Vietnam (1975-?)
  - Force aérienne populaire vietnamienne - Lorsque le Sud-Vietnam fut envahi par les forces nord-vietnamiennes, le 30 avril 1975, environ 877 avions ont été capturés par les communistes. De ce nombre, 41 étaient des F-5. Plusieurs des F-5 hérités de la guerre du Vietnam ont été envoyés à la Pologne et la Russie, pour l'étude avancée de la technologie de l'aviation des États-Unis, tandis que d'autres ont été désarmés puis exposés dans des musées au Vietnam. Le 935e régiment de chasse de la 372e division aérienne de la FAPV était la seule unité au monde à utiliser à la fois des chasseurs MiG-21 et F-5. Ces appareils furent utilisés contre les forces chinoises durant la guerre sino-vietnamienne. Finalement, le manque de pièces de rechange obligea à clouer au sol tous les avions capturés.

- Viêt Nam du Sud (1973-1975)

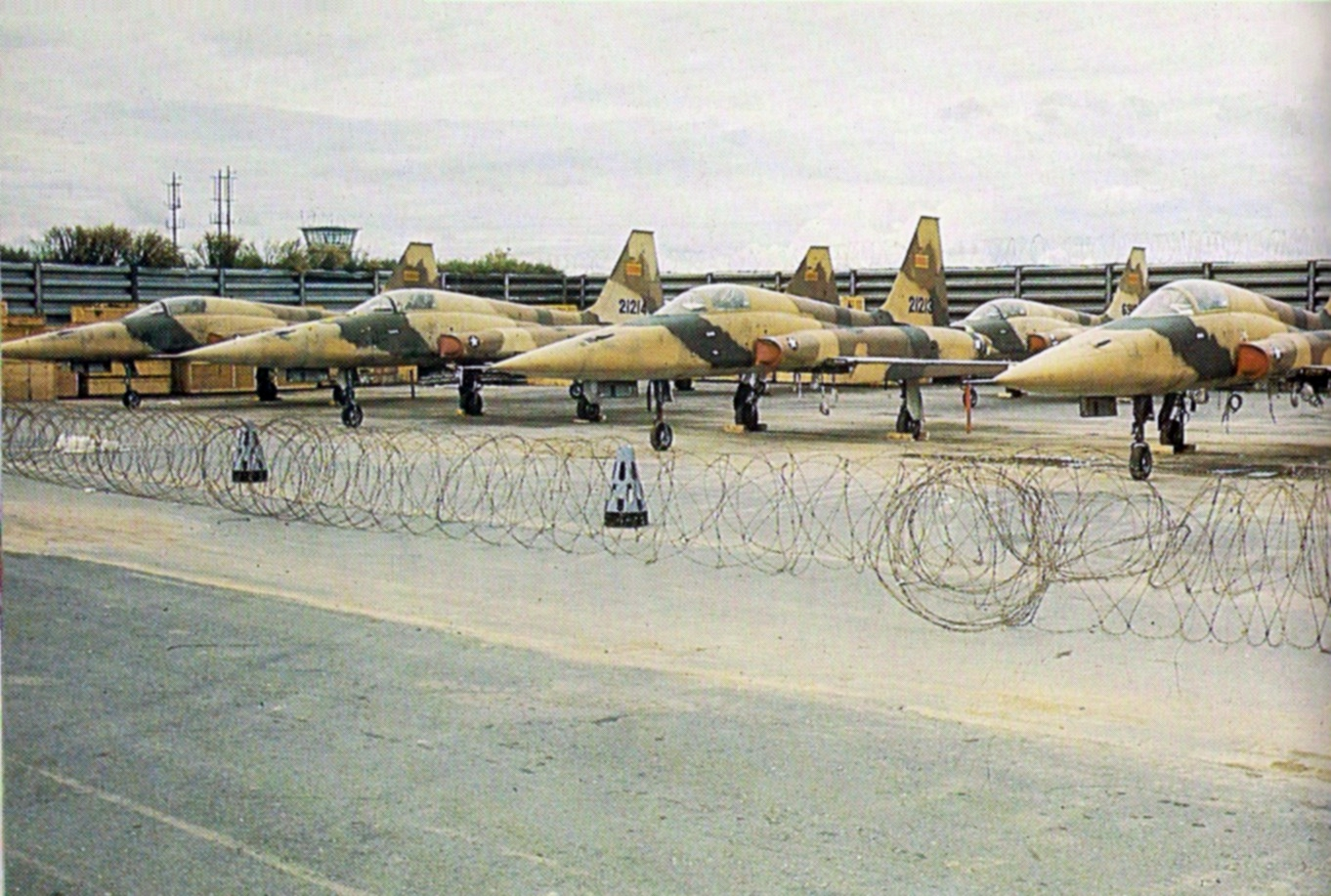
Une rangée de F-5A sud-vietnamiens venus d'Iran en 1973.

  - Force aérienne vietnamienne - Le Sud-Vietnam reçut à partir de 1973 une flotte de 158 chasseurs F-5A Freedom Fighters américains, sud-coréens, iraniens et taïwanais, 10 RF-5A et huit F-5B d'entraînement. Les États-Unis fournirent également des F-5E Tiger II. La plupart des F-5 ont été évacués vers la Thaïlande en 1975, mais beaucoup seront capturés par l'armée populaire nord-vietnamienne et utilisés après la guerre.
- Yémen du Nord
  - Force aérienne de la république arabe du Yémen

Il est le 8e avion de combat le plus utilisé dans le monde en 2017 avec, selon une estimation, 482 appareils en activité soit 3 % de la flotte mondiale d'avions de combat.

## Culture populaire

### Films
- Dans Top Gun, des Northrop F-5 Freedom Fighter, peints en noir et affublés de l'étoile rouge, sont utilisés afin de représenter les avions soviétiques, nommés MiG-28.
- Dans Apocalypse Now, une patrouille de F-5 largue des bombes de napalm sur la jungle après que le lieutenant-colonel Bill Kilgore termine son attaque.
- Dans Platoon, à la fin de la bataille finale, le capitaine Harris ordonne une attaque aérienne qui est exécutée par des F-5.
- Dans l'épisode Vista Diaboli (1988) de la série télévisée Les Nouveaux Chevaliers du ciel, Tanguy et Laverdure volent sur des F-5 Tiger II des Forces aériennes suisses durant leur stage en Suisse.

### Bande dessinée et anime
- Dans Les « Agresseurs » — le quarante-quatrième album des aventures de Buck Danny —, Buck Danny, Jerry Tumbler et Sonny Tuckson (vol sur biplace uniquement) volent sur F-5E Tiger II de l’unité « Agresseurs » de la base de Nellis AFB dans le Nevada. Le F-5 de Tumbler est abattu par un missile tiré par le Mig-29 du faux transfuge soviétique et par ailleurs espion Pavel Ouchinsky. Ce dernier est ensuite abattu par le F-5 de Buck Danny lors d'un dogfight au canon.
- Dans la série « Area 88 », Shin Kazama pilote un Tiger II après la perte de son Crusader.

### Jeux vidéo
Le F-5 est mis en scène dans les jeux vidéo suivants :
- Ace Combat Infinity
- Ace Combat X: Skies of Deception
- Ace Combat: The Belkan War
- Ace Combat: Distant Thunder
- Ace Combat: Squadron Leader
- Ace Combat: Joint Assault
- Flight Simulator X (Add-Ons)
- FlightGear (Add-Ons)
- Lock On (Add-Ons)
- Operation Flashpoint: Cold War Crisis (Add-Ons)
- Digital Combat Simulator

- Dans le jeu vidéo War Thunder  plusieurs F5 sont jouables tels que: Le F5A Freedom Fighter (USAF), F5C Skoshi Tiger (USAF), F5E Tiger II (USAF), F5A Freedom Fighter (TAÏWAN), F5E Tiger II (TAÏWAN)

### Développement lié
- Northrop T-38 Talon
- Northrop F-20 Tigershark
- Grumman X-29

### Aéronefs comparables
- Aeritalia G.91
- Dassault Étendard IV
- Mikoyan-Gourevitch MiG-21